# Cappello (famiglia)

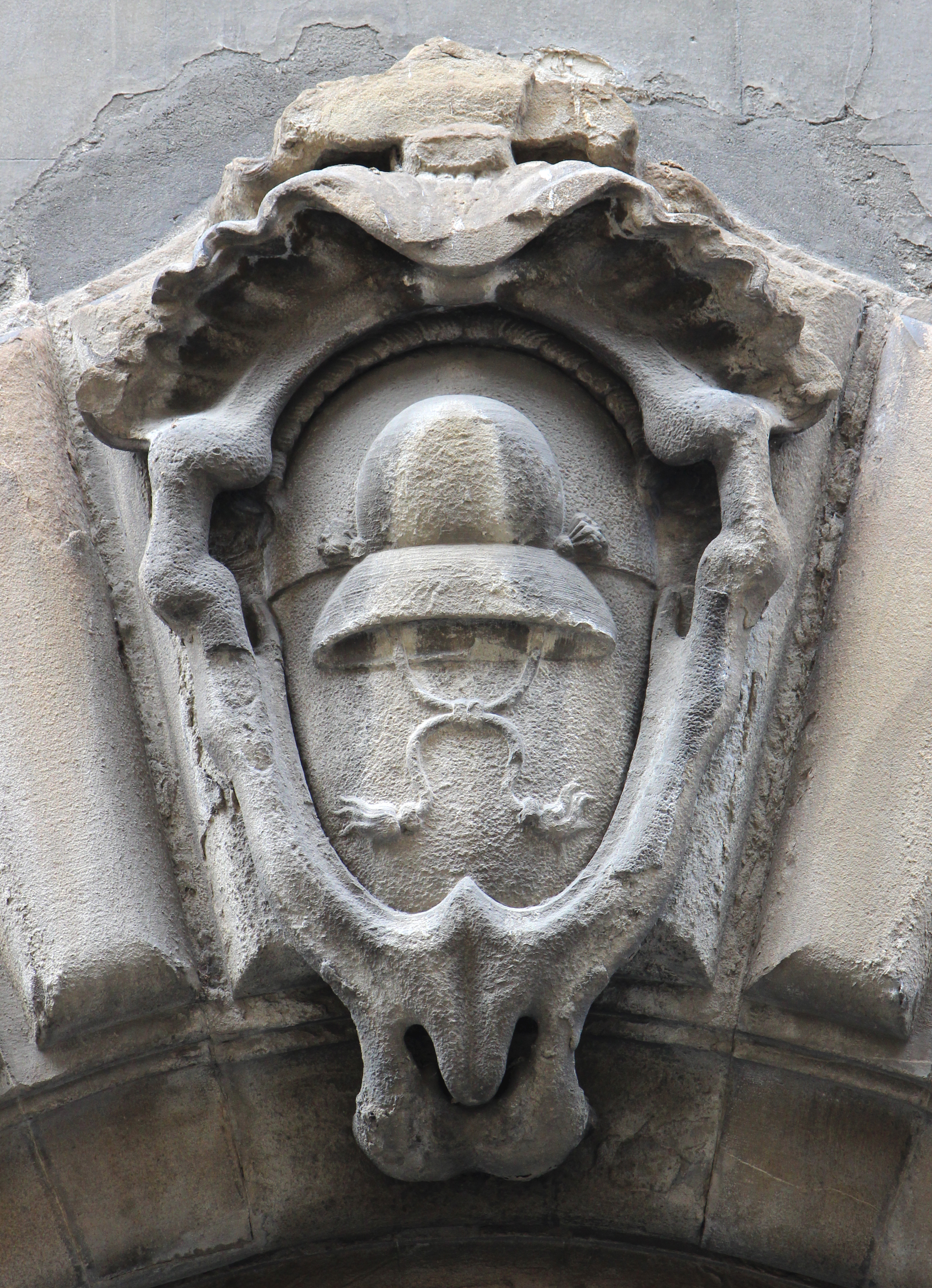
Stemma della famiglia Cappello, Firenze, palazzo di Bianca Cappello

I Cappello (talvolta anche Capello) furono una famiglia patrizia veneziana, annoverata fra le cosiddette Case Nuove.

## Storia

### Origini
I Cappello sarebbero giunti a Venezia da Capua nell'anno 900, mentre altri li farebbero discendere da una famiglia del patriziato romano fuggita dal Mezzogiorno d'Italia all'epoca delle incursioni saracene.

### A Venezia

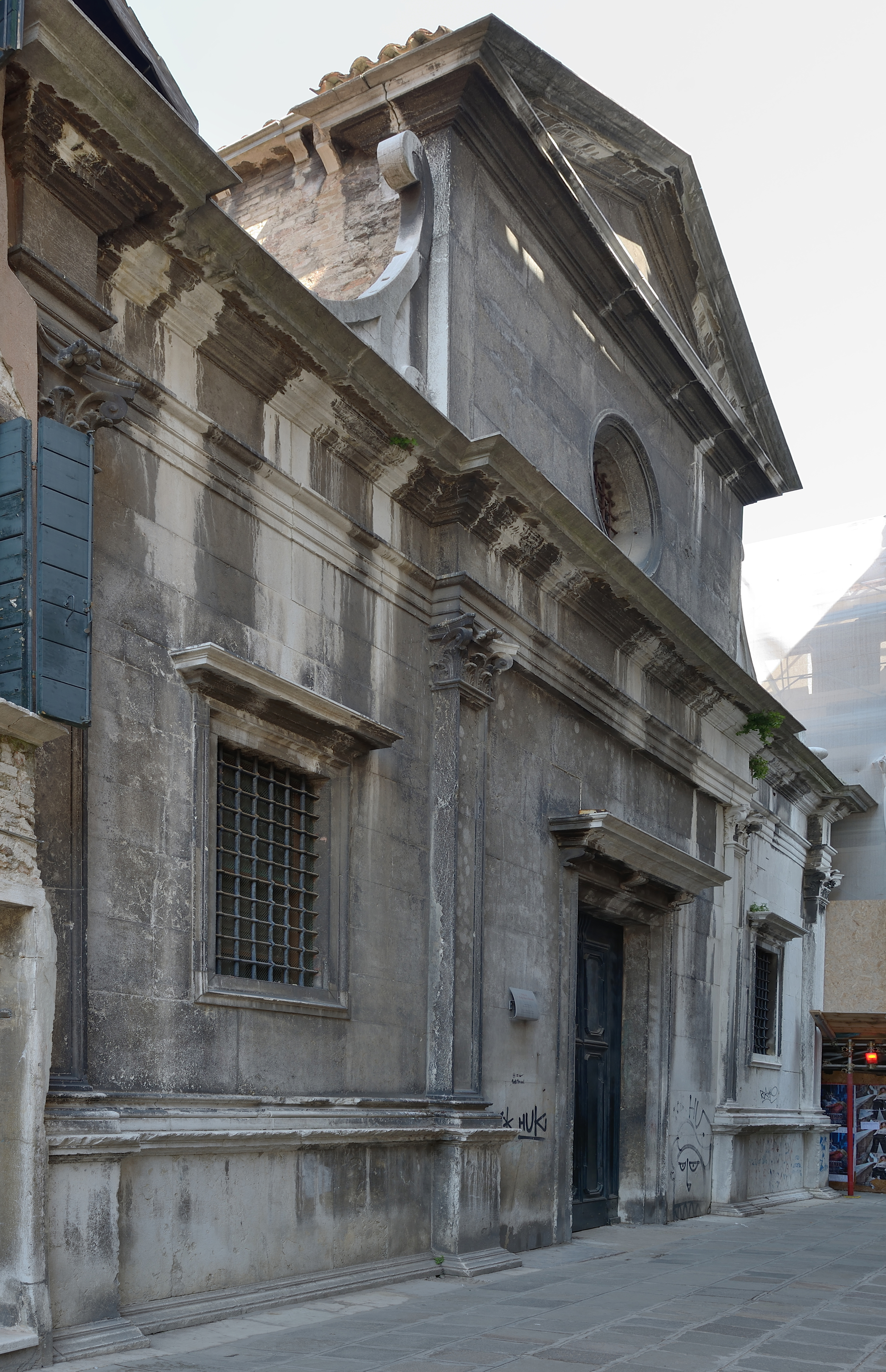
Chiesa di Santa Maria Mater Domini, nel sestiere di Santa Croce, Venezia

A questa casa è tradizionalmente attribuita l'edificazione della chiesa di Santa Maria Mater Domini, nel sestiere di Santa Croce, originariamente fatta erigere, verso il 960, come monastero femminile dedicato a Santa Cristina.
Presenti in Maggior Consiglio già prima della serrata del 28 febbraio 1297, vi rimasero anche dopo. Nel 1229 è attestato un Giovanni Cappello, Procuratore di San Marco.

### XVI secolo

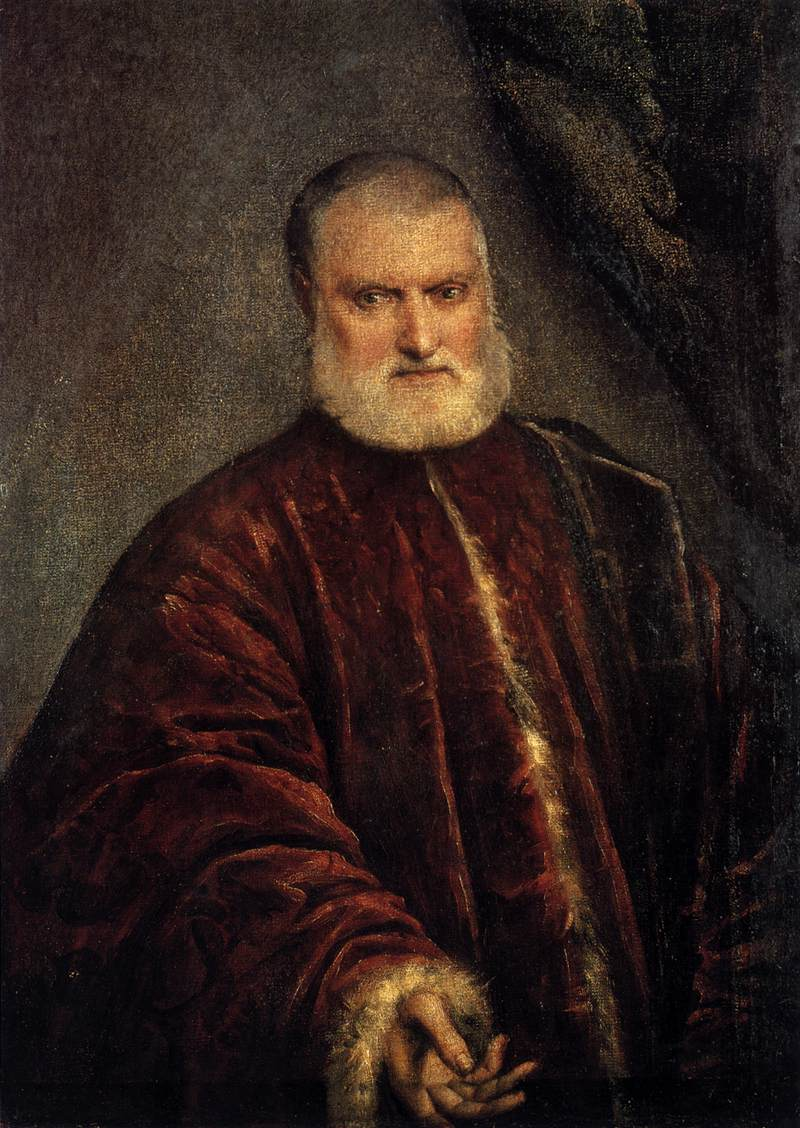
Ritratto del procuratore Antonio Cappello, conte palatino di Jacopo Tintoretto, circa 1561, olio su tela, 114 x 80 cm. Venezia, Gallerie dell'Accademia

Nel 1540 il cavaliere e procuratore Antonio Cappello fu insignito dall'Imperatore Carlo V della dignità di conte del Sacro Palazzo Lateranense e dell'Aula Imperiale (titolo trasmissibile alla propria linea dinastica).
Ricordiamo la famiglia Cappello di Treviso e di Verona, la cui ultima esponente, Virginia, sposò il nobile ingegnere Pietro Zorzi e risiedé fino alla morte nella Villa Monastero di Parona in Valpolicella. La discendenza di questo ramo Zorzi (sia la N.D. Teodora sia la N.D. Giovanna) confluì nella famiglia dei conti Franchini Stappo, ed è possibile ritrovare uno stemma Cappello in uno dei cancelli del palazzo Franchini Stappo di Firenze.

### XVIII e XIX secolo
Al 1780, la famiglia contava a Venezia due Senatori e quattro «Titolati di Pregadi», ed era divisa in sette differenti rami. Alla caduta della Serenissima, nel 1797, appariva tra le casate ancora iscritte al Maggior Consiglio.
Il governo imperiale austriaco riconobbe loro la patente di nobiltà con le Sovrane Risoluzioni datate 30 luglio 1809; 30 dicembre 1817; 1º gennaio, 8 ottobre e 28 dicembre 1818 e 9 marzo 1826.

### Epoca recente
Oggi la famiglia Cappello si è allontanata da Venezia e i discendenti del ramo di San Giovanni Laterano risiedono nella provincia di Padova.

## Blasonatura

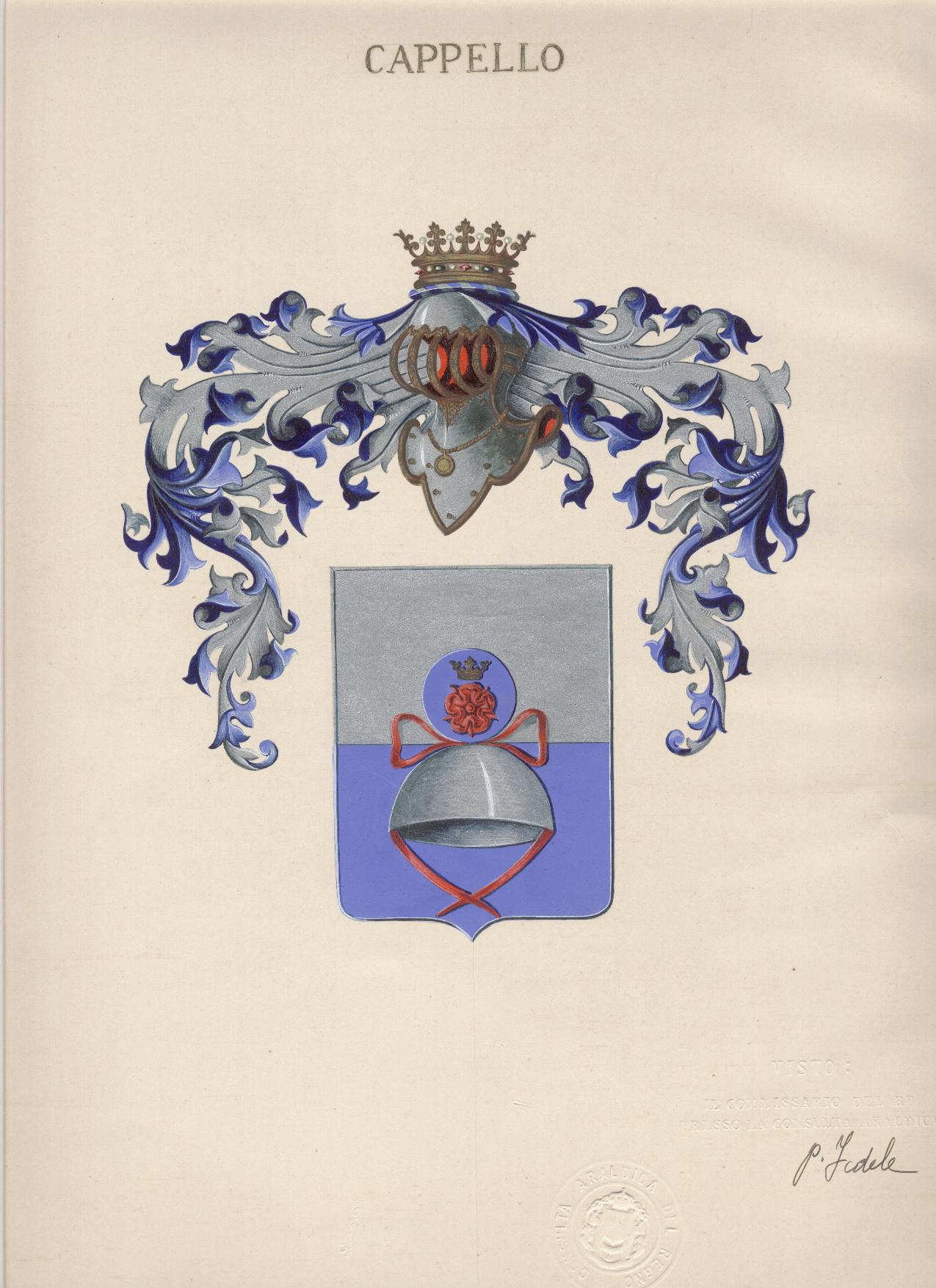
Stemma del ramo dei Cappello di San Giovanni in Laterano

I Cappello di Venezia portavano uno stemma troncato d'argento e d'azzurro, al cappello all'antica dell'uno all'altro, cordonato di rosso.

## Membri illustri
- Vettore Cappello (1400–1467), Capitano Generale da Mar veneziano.
- Vincenzo Cappello (1469–1541), provveditore all'armata veneziano.
- Antonio Cappello (1494–1565), politico veneziano.
- Antonio Cappello (1736-1807), ambasciatore veneziano.
- Giovanni Cappello (Venezia, 1497 – Lione, 14 settembre 1550) veneziano, armatore e ambasciatore alla corte di Enrico II di Francia.
- Bartolomeo Cappello (1519–1594), politico veneziano.
- Bianca Cappello (1548–1587), granduchessa di Toscana come moglie di Francesco I de Medici.
- Benedetto Cappello (1653–1701), politico e funzionario.
- Pietro Cappello (1676–1729), politico e diplomatico.
- Maria Serena Cappello (n. 1947), professoressa di letteratura inglese, moglie del governatore della Banca d'Italia, banchiere centrale europeo e primo ministro italiano Mario Draghi.
- Susanna Cappello (n. 1962), studiosa della fisica del plasma e della fusione nucleare.

## Luoghi e architetture
- Ca' Cappello, nel sestiere di San Polo, a Venezia;
- Ca' Cappello, nel sestiere di Castello, Venezia;
- Palazzo Cappello a Padova;
- Palazzo Cappello Manardi, a Marostica;
- Palazzo di Bianca Cappello, a Firenze;
- Palazzo Soranzo Cappello, nel sestiere di Santa Croce, a Venezia;
- Palazzo Trevisan Cappello, nel sestiere di Castello, a Venezia;
- Palazzo Soranzo Cappello Malipiero, nel sestiere di San Marco, a Venezia;
- Villa Morosini Cappello, a Cartigliano;
- Villa Cappello, a Galliera Veneta;
- Villa Cappello, a Meolo;
- Villa Vendramin Cappello Archiviato il 12 maggio 2021 in Internet Archive., a Noventa Padovana, nei pressi di Padova.

Si ricordano a Venezia anche una calle Cappello nel sestiere di Castello e un ponte Cappello o dei Garzoti a Santa Croce.